# Зубчатое колесо в геральдике
Зубчатое колесо или шестерня — искусственная негеральдическая фигура, получившая широкое распространение в международной, территориальной и родовой геральдике.

## История и значение

Фамильный герб Луи Дуливье

Символ появился в эпоху машинного производства во второй половине XIX — начале XX века. Чаще всего зубчатое колесо олицетворяет промышленность, технический и научный прогресс, индустриализацию, модернизацию.
Шестерня широко использовалась в муниципальной геральдике и эмблематике Советского Союза.

## Галерея

Примеры использования
Государственный герб Ботсваны
Герб города Хирм, Австрия
Герб Волгограда
Герб Кемерово
Советский герб Москвы
Герб Монгольской Народной Республики 1960-1991
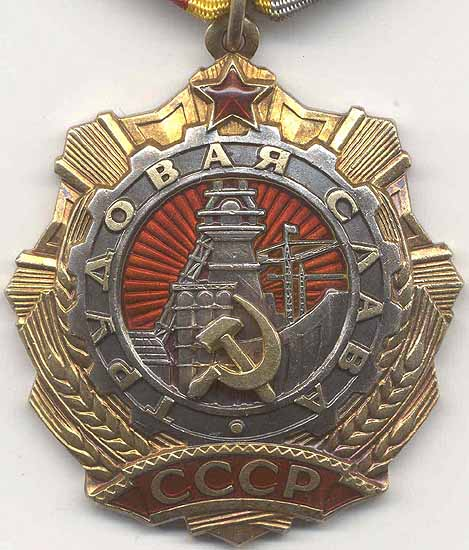
Почетный знак Ордена Трудовой Славы
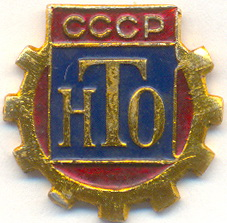
Значок научно-технического общества СССР
Флаг Анголы
Герб Демократической Республики Афганистан (1980—1987)
Герб Республики Афганистан (1987—1992)